# Thomas l'imposteur (roman)
Pour les articles homonymes, voir Thomas l'imposteur.
Thomas l'imposteur est un court roman de Jean Cocteau publié en 1923.

## Résumé
En août 1914, le gouvernement a quitté Paris mais la princesse de Bormes y est restée et a transformé le bas d'un hôtel en ambulance. Elle engage le jeune Thomas Guillaume se disant neveu du général de Fontenoy et sous-officier. Sa fille Henriette s'en éprend mais il est affecté en Belgique. Elles vont y faire du théâtre quelques jours pour le voir. Il est tué la nuit par des soldats allemands.  Son imposture reste secrète. Henriette meurt d'une maladie nerveuse deux mois plus tard. Jacques Roy meurt, également à son tour, au poste de secours de Nieuport, et gît à côté de la croix de Thomas Guillaume.